# بويقة سيلانية
بويقة سيلانية (الاسم العلمي: Boiga ceylonensis) (بالإنجليزية: Sri Lanka Cat Snake)‏ هي نوع من الزواحف تتبع جنس البويقة من فصيلة الأحناش.